# Addicted (пісня Simple Plan)
«Addicted» — третій сингл французького-канадського поп-панку гурту Simple Plan виданий 3 червня 2003 року на Atlantic Records. Вперше з'явився на дебютному студійному альбомі колективу No Pads, No Helmets... Just Balls. Пісню також можна почути у грі Karaoke Revolution.

## Список пісень
1. «Addicted» — 3:54
2. «Perfect (Acoustic Version)»
3. «Grow Up (Live In Japan)»
4. «American Jesus (Live In Japan)»
5. «Simple Plan Loves to Go Down… Under (Live and Backstage Footage) & Pat's Scrapbook (Exclusive Australian Tour Pictures) [Enhanced CD-Rom]»
6. «Addicted (Video) [Enhanced CD-Rom]»
7. «I'd Do Anything (Video) [Enhanced CD-Rom]»

## Чарти
Addicted став першим синглом Simple Plan, який увійшов до Топ 50 пісень у чарті Billboard. 9 серпня 2003 він досяг #45 у Billboard Hot 100. Пізніше, у 2004 році він увійшов до топ 10 синглів у Австралії.
| Чарт (2003)                   | Найвище місце |
| ----------------------------- | ------------- |
| UK Singles Chart              | 63            |
| U.S. Billboard Hot 100        | 45            |
| Чарт (2004)                   | Найвище місце |
| Australian ARIA Singles Chart | 10            |